# إبراهيم بن عبد العزيز الإبراهيم
إبراهيم بن عبد العزيز بن إبراهيم آل إبراهيم الفضلي  (1335 هـ /1916 م - 1406هـ /1986 م) أحد أبناء عبد العزيز بن إبراهيم آل إبراهيم الفضلي.

## حياته
ولد في الرياض. عاش وتربى في المدينة المنورة في كنف والده عبد العزيز، تعلم في المدينة المنورة بالمدرسة الناصرية بالمدينة المنورة تقع بالقرب من المسجد النبوي ثم انتقل إلى الدراسة في مدرسة العلوم الشرعية مدة سنة كاملة، وواصل ثقافته بالدراسة والمطالعة، وكان يتابع أعمال والده في إمارة المدينة المنورة.
وقد تدرب الأمير إبراهيم بن عبد العزيز آل إبراهيم على يد والده أمير المدينة آنذاك. فقد تدرب ومارس العمل في إمارة المدينة وكان يوقع بعض المعاملات اليسيرة، كما أعد له والده مكتباً في الإمارة وهو في سن الثالثة عشر. بدأ حياته العملية أمير للقنفدة، واستمر فيها حوالي عشر سنوات.

## اسرته
زوجاته
| الزوجة                                       | أبنائه منها                                                   |
| منيرة بنت جبر بن إبراهيم آل إبراهيم (متوفاه) | جبر (متوفي)                                                   |
| هيا بنت عساف العساف                          | الجوهرة مها وموضي وعبد العزيز وخالد وسعود والوليد ومحمد وماجد |
| نورة بنت محمد البراك                         | د.فهد والبندري والعنود                                        |
| حصه بنت إبراهيم بن محمد الربدي               | منيره ونوره وهند                                              |
| نوره بنت شاكر العسبلي الشهري                 | منى وغاده وسلطانه ومنصور وبدر وتركي وسلطان ونواف              |
| فوزيه بنت خازم العمري                        | مشاعل ونوف وفيصل                                              |

أبنائه
له من الأبناء ثلاثة عشر ولداً وثلاثة عشرة بنتاً، من أولاده هم:
- الشيخ عبد العزيز بن إبراهيم بن عبد العزيز آل إبراهيم رئيس مجلس إدارة مجموعة الأنواء القابضه ومالك جراند حياة القاهرة
- الشيخ خالد بن إبراهيم بن عبد العزيز آل إبراهيم رئيس مجلس إدارة شركة كوكا كولا وساسكو
- الشيخ سعود بن إبراهيم بن عبد العزيز آل إبراهيم رجل أعمال
- الشيخ منصور بن إبراهيم بن عبد العزيز آل إبراهيم رجل أعمال
- الشيخ د. فهد بن إبراهيم بن عبد العزيز آل إبراهيم مستشار بالديوان الملكي ورئيس مجموعه نيو القابضه
- الشيخ محمد بن إبراهيم بن عبد العزيز آل إبراهيم(شاعر) ومن كبار ملاك العقار
- الشيخ وليد بن إبراهيم بن عبد العزيز آل إبراهيم مؤسس مجموعة الـ mbc وقناة العربية وشركة آرا لوسائل الإعلام.
- الشيخ بدر بن إبراهيم بن عبد العزيز آل إبراهيم
- الشيخ ماجد بن إبراهيم بن عبد العزيز آل إبراهيم أحد أكبر المستثمرين في المجال العقاري ومالك إسمنت نجران سابقاً
- الشيخ سلطان بن إبراهيم بن عبد العزيز آل إبراهيم
- الشيخ نواف بن إبراهيم بن عبد العزيز آل إبراهيم
- الشيخ تركي بن إبراهيم بن عبد العزيز آل إبراهيم رئيس مجلس إدارة شركة الحلم الرياضي
- الشيخ فيصل بن إبراهيم بن عبد العزيز آل إبراهيم

بناته
- الأميرة الجوهرة بنت إبراهيم بن عبد العزيز آل إبراهيم. أرملة خادم الحرمين الشريفين الملك فهد بن عبد العزيز آل سعود
- الأميرة مها بنت إبراهيم بن عبد العزيز آل إبراهيم. أرملة الأمير عبد الرحمن بن عبد العزيز آل سعود
- الأميرة منى بنت إبراهيم بن عبد العزيز آل إبراهيم. متزوجة من الأمير منصور بن ناصر بن عبد العزيز آل سعود
- الأميرة سلطانة بنت إبراهيم بن عبد العزيز آل إبراهيم. مطلقة من الأمير فيصل بن عبد المجيد بن عبد العزيز آل سعود ولها من الأبناء الأمير عبد العزيز، الأمير تركي، والأميرة العنود، ومتزوجة من الشيخ مالك الحمود آل صباح
- الأميرة غادة بنت إبراهيم بن عبد العزيز آل إبراهيم. متزوجة من الأمير منصور بن ثنيان بن محمد آل سعود .
- الشيخة العنود بنت إبراهيم بن عبد العزيز آل إبراهيم. متزوجة من الشيخ معالي الدكتور عبد الله بن إبراهيم الحديثي .
- الشيخة موضي بنت إبراهيم بن عبد العزيز آل إبراهيم. متزوجة من وزير التعليم العالي خالد بن محمد العنقري
- الشيخة البندري بنت إبراهيم بن عبد العزيز آل إبراهيم
- الشيخة منيرة بنت إبراهيم بن عبد العزيز آل إبراهيم. متزوجة من محمد بن عبد الله آل إبراهيم
- الشيخة نورة بنت إبراهيم بن عبد العزيز آل إبراهيم. متزوجة من إبراهيم بن محمد السليمان العنقري
- الشيخة هند بنت إبراهيم بن عبد العزيز آل إبراهيم. متزوجة من صالح بن إبراهيم
- الشيخة مشاعل بنت إبراهيم بن عبد العزيز آل إبراهيم
- الشيخة نوف بنت إبراهيم بن عبد العزيز آل إبراهيم

## مناصبه
- أمير القنفذة عام 1371هـ/1951م[1]
- وكيل منطقة مكة المكرمة عام 1381هـ/1961م
- مستشار وزير الداخلية 1389هـ/1969م
- وكيل منطقة عسير عام 1390هـ/1970م
- أمير منطقة الباحة 1398هـ/1978م

## أعماله في إمارة الباحة
- إنشاء مقسمات للهاتف الآلي.[1]
- إنشاء محطة للبث التلفزيوني.
- إقامة مستشفى عام.
- إنشاء مراكز الشرطة في كل المحافظات والمراكز.
- إحداث مديريات عامة للشؤون الصحية، وتعليم البنات، ورعاية الشباب، والبريد، والاتصالات، والجوازات، والأحوال المدنية، والزراعة والمياه وغيرها من مديريات الأمن والخدمات الداخلية.
- إنشاء مطار الباحة في محافظة العقيق العام 1404هـ/1984م.
- فتح طرق مسفلتة تربط أجزاء المنطقة بعضها ببعض.
- سفلتة طريق الطائف - الباحة - أبها.
- بناء واحد وعشرين سداً.
- إحداث فروع جديده لبعض الوزارات.
- أحدث مديرية لتعليم البنين.
- فتح العديد من مدارس البنين والبنات بكافة مستوياتها مع كليات التقنية والتدريب المهنية.

ومن أعماله الخيرية أنشأ جمعية البر الخيرية بمنطقة الباحة ، كما أنشأ الكثير من المساجد، وكان إلى جانب ذلك يقوم بدعم نشاطات الجمعيات الخيرية الأخرى في المملكة.

## وفاته
توفي إبراهيم بن عبد العزيز الإبراهيم في يوم الأثنين 28 رجب 1406 هـ الموافق 7 أبريل 1986 وذلك عن عمر يناهز الحادية والسبعين، عندما جرف السيل سيارته في وادي الروضة في منطقة حائل.